# Palestina, Amatenango de la Frontera
Palestina är en ort i Mexiko.   Den ligger i kommunen Amatenango de la Frontera och delstaten Chiapas, i den sydöstra delen av landet, 900 km sydost om huvudstaden Mexico City. Palestina ligger 895 meter över havet och antalet invånare är 313.
Terrängen runt Palestina är bergig åt sydväst, men åt nordost är den kuperad. Palestina ligger nere i en dal som går i nord-sydlig riktning. Runt Palestina är det ganska tätbefolkat, med 108 invånare per kvadratkilometer. Närmaste större samhälle är Frontera Comalapa, 14,3 km norr om Palestina. I omgivningarna runt Palestina växer huvudsakligen savannskog.